# マルガレーテ・ズースマン
マルガレーテ・ズースマン（Margarete Susman, 1872年10月14日　ハンブルク - 1966年1月16日）はドイツ出身の女性文芸批評家・作家であり、ユダヤ教思想家でもある。
哲学をテオドール・リップスとゲオルク・ジンメルに学び、またフランクフルト新聞の寄稿者として文名を確立していった。
ブロッホ、フランツ・カフカ、ヴァルター・ベンヤミンなどを最も早期に評価した。
1933年スイスに亡命するが、その後も「キリスト教世界における現代ユダヤ思想の位置づけ」に関して長く指導的役割を演じ、チューリヒで逝去した。

## 作品
また、無韻の思想詩と独特な文学的女性論は、新ロマン主義と表現主義の橋渡しをなすといわれる。
第二次世界大戦後まで高い信望を集めたが、特に生誕90歳を祝う諸大家のアンソロジー「ひび割れた小径にて Auf gespaltenem Pfad」（1964年）は特に有名である。

## 主な著作

### 評論
- Frauen der Romantik（1929年：増補版は1960年）
- Deutung einer grossen Liebe: Goethe und Charlotte von Stein（1951年）
- Gestalten und Kreise（1953年）
- Vom Geheimnis der Freiheit（1965年）

### 回想録
- Ich habe viele Lebengelebt（1964年）

### 詩集
- Mein Land（1901年）
- Die Liebenden（1917年）
- Lieder von Tod und Erlösung（1922年）
- Aus sich wandelnder Zeit（1953年）